# El cometa
El Cometa és una pel·lícula mexicana musical estrenada en 1999 dirigida per José Buil i Marisa Sistach.

## Argument
Durant el govern del dictador Porfirio Díaz, un grup de còmics d'una carpa de revista protegeix a Valentina, la filla d'un impressor perseguit per la policia després de publicar propaganda a favor de Francesc I. Madero i el seu pla revolucionari. A càrrec de Valentina està un cineasta francès simpatitzant amb la democràcia. El pas del cometa de Halley en 1910 serveix de fons per a contar una història d'iniciació, emmarcada per un país en conflicte, Mèxic, i a la proximitat de la revolució. El pare de Valentina és capturat i mort però Valentina aconsegueix escapar amb els diners per a la democràcia, que haurà de lliurar als militants exiliats a la frontera amb els Estats Units.

## Repartiment
És una pel·lícula que compta amb un repartiment internacional, a causa de la naturalesa de la història que es conten dins d'aquesta.
- Diego Luna, Victor
- Ana Claudia Talancón, Valentina
- Carmen Maura, Lupe
- Patrick Le Mauff, Guy
- Arcelia Ramírez, Cordelia
- Rodolfo Arias
- Juan Carlos Colombo, President Municipal
- José Antonio Coro, Cura
- Alfredo Gurrola, Evaristo
- Manuel Ojeda, Procopio
- Gabriel Retes, Romualdo
- Juan Claudio Retes
- Gabriela Roel
- Fernando Rubio, Max

## Nominacions
En la XLI edició dels Premis Ariel fou nominada a Millor Actriu (Ana Claudia Talancón), Millor Actor de Quadre (Fernando Rubio), Millor Guió Original, Millor Fotografia, Millor Banda Sonora, Millor Ambientació i Millor Vestuari, tot i que no va guanyar cap premi.